# Rimon-et-Savel
Rimon-et-Savel é uma comuna francesa na região administrativa de Auvérnia-Ródano-Alpes, no departamento de Drôme. Estende-se por uma área de 12,31 km². Em 2010 a comuna tinha 26 habitantes (densidade: 2,1 hab./km²).